# Ulrich Papke
Ulrich Papke (n. 4 mai 1962, Neuruppin, Brandenburg, Germania) este un canoist ce a reprezentat Germania, medaliat olimpic. A participat la o ediție a Jocurilor Olimpice (1992) în care a câștigat o medalie de aur și o medalie de argint.